# Яап Букестейн
Яап Букестейн (нід. Jaap Boekestein; 8 квітня 1968, Налдвейк) — нідерландський письменник-фантаст, автор книг як для дорослих, так і для дітей. Пише в жанрах наукової фантастики, фентезі, жахів, триллера під власним ім'ям або під псевдонімами (Клаудія ван Аркель, Пол Кейперс та інші).

## Біографія
Яап Букестейн народився 8 квітня 1968 року в Налдвейку, провінція Південна Голландія. Навчався на економічному факультеті Роттердамського університету Еразма та на факультеті книговидання та букіністичної справи в Академії Фредеріка Мюллера в Амстердамі. Працював у різноманітних місцях, включаючи детективне агентство і парламент, пізніше обіймав посаду редактора у видавництві Het Spectrum. Працює спеціалістом з інформаційний та комунікаційних технологій при уряді Нідерландів.

## Творчість
Творчий дебют Яапа Букестейна відбувся у 1989 році, коли його оповідання «De eeuwige cirkel» (укр. «Вічне коло») опублікував бельгійський часопис Survival Magazine. Букестейн часто писав у співавторстві з іншими письменниками, окрім письменництва також перекладав твори інших авторів з нідерландської на англійську та навпаки, складав збірки, видавав низку невеликих науково-фантастичних часописів та антологій, працював редактором у Holland-SF, Wonderwaan, Moord en Mysterie. У 1994—2002 роках Букестейн організовував різні літературні конкурси, входив до складу журі Премії Пола Гарленда у 1999, 2000 і 2004 роках.
Перший роман Букестейна опублікували у 1997 році. У 2003 році Яап Букестейн отримав нагороду на конкурсі «Санторіанська місія» (попереднику «Спуску з повідця»). Того ж року здобув Премію Пола Гарленда, два його твори отримали перше і третє місця (у 1992 році Букестейн на цьому конкурсі обійняв третє місце, у 2007 — четверте).
Захоплюється фотографуванням та ілюстрацією книжок. Серед письменників, що вплинули на його творчість найбільше, Букестейн називає Роберта ван Гуліка, Джека Венса, Фріца Лайбера, Таніт Лі та Кларка Ештона Сміта.

### Дитячі книги
- 1992 — De tocht van de prins en de heksendochter (укр. «Подорож принца та доньки відьми»)

### Збірки
- 1993 — Kleurbreker en andere verhalen (укр. «Винищувач кольору та інші оповідання»)
- 2004 — De geur van menselijkheid (укр. «Запах людяності»)
- 2006 — Demonenliefde en andere wreedheden (укр. «Демонічне кохання та інші звірства»; під псевдонімом Клаудія ван Аркель)

### Романи
- 1997 — Schaduwstrijd (укр. «Битва тіней»)
- 2000 — Meesterproeve (укр. «Головний доказ»)
- 2010 — De dood van de magiër (укр. «Смерть чаклуна»)
- 2011 — De geboorte van de magiër (укр. «Народження чаклуна»)
- 2014 — Het ontwaken van de magiër (укр. «Пробудження чаклуна»)